# Rafuche
Rafael Sánchez López (“Rafuche”) nació el 3 de junio de 1916. Muere en 1946. Músico y compositor falconiano, autor de la obra “Sombra en los Médanos”.

## Biografía
Muchos de nosotros pensaríamos que “Sombra en los Médanos” rescató del olvido a Rafael Sánchez López, mas los habitantes de La Vela de Coro saben que por su espíritu altruista y sincera dedicación a los humildes y más necesitados, "Rafuche" fue un alma grande. Nació el 3 de junio de 1916 y a pesar de que su vida fue realmente corta (murió en 1946), es inmortal su legado como  maestro y amigo de los niños. 
A la edad de 17 años fundó por su cuenta una escuela en la Vela de Coro, desarrollándose como director, maestro y defensor de una pedagogía nueva. Acerca de él se ha escrito: “Fueron muchos sus discípulos, sus amigos; quienes le conocieron le amaron...”, “… surgía él como un adalid impetuoso en defensa de la clase, oprimida...” Sus composiciones musicales tuvieron siempre un origen  sentimental, y los motivos de sus temas musicales fueron vividos por él mismo. 
Fue autodidacta, nunca estudió solfeo; sin embargo su instrumento, el guitarrón, lo acompañó en su incansable producción musical que ha enriquecido determinantemente el haber musical del pueblo coriano con obras como “Crepúsculo Coriano” “Estampa matinal”, “Guitarra”, “Crisol de amor”, “Tejiendo” y “Tu mano”. Y, para siempre, médanos, cardones y tunas se incorporaron a nuestro vocabulario gracias a su gran obra “Sombra en los Médanos”

### Partitura de Sombra en los médanos

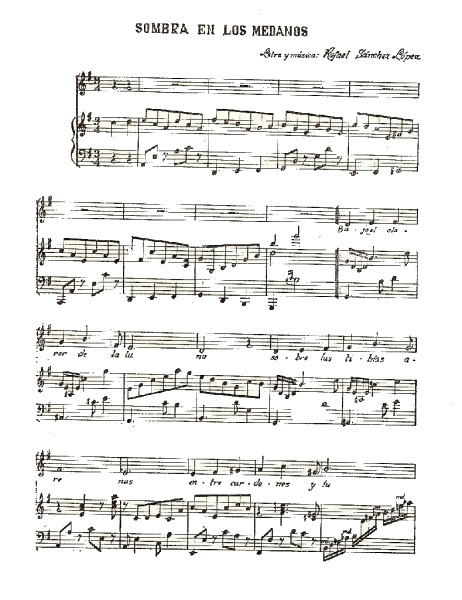
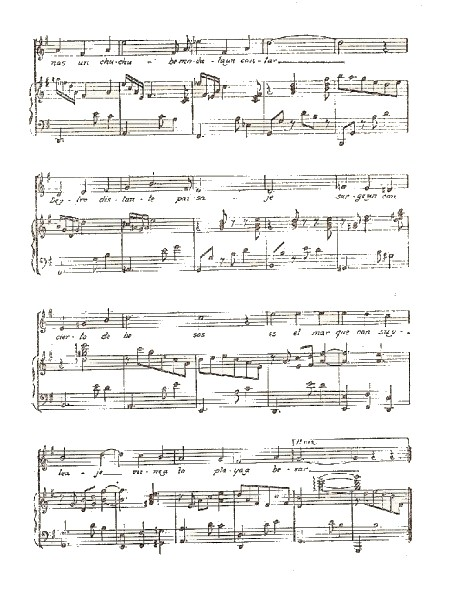
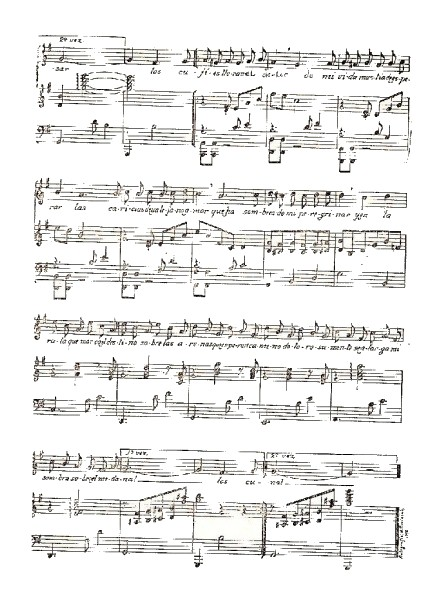

## Letra de Sombra en los médanos
Autor: Rafael Sánchez López 
```
Bajo el claror de la luna, 
sobre las tibias arenas, 
entre cardones y tunas, 
un chuchube modula un cantar. 

De otros distantes paisajes. 
se oye un concierto de besos, 
es el mar que con su oleaje 
viene la playa a besar. 

Los cujíes lloran el dolor 
en mi vida mustia de esperar, 
las caricias de un lejano amor, 
que ha sembrado en mi perigrinar, 
y en la ruta que marca el destino 
sobre las arenas que esperan caminos 
dolorosamente se alargan mis sombras 
sobre el medanal. ( Bis )

```